# Pandak (Sumpiuh)
Pandak is een bestuurslaag in het regentschap Banyumas van de provincie Midden-Java, Indonesië. Pandak telt 2482 inwoners (volkstelling 2010).